# Universidad del Alba
La Universidad del Alba (UDALBA) es una universidad privada chilena autónoma, creada a partir de la restructuración en 2021 de la Universidad Pedro de Valdivia, restructurada a su vez en 2006 a partir de la Universidad Mariano Egaña (fundada en 1987). Cuenta con 4 sedes en Antofagasta, La Serena, Santiago y Chillán. 
Actualmente se encuentra acreditada por la Comisión Nacional de Acreditación (CNA-Chile) por un período de 3 años (de un máximo de 7), desde marzo de 2023 hasta marzo de 2026.Está en la posición 53 según el ranking de Webometrics 2024.

## Historia

### Una historia de 37 años

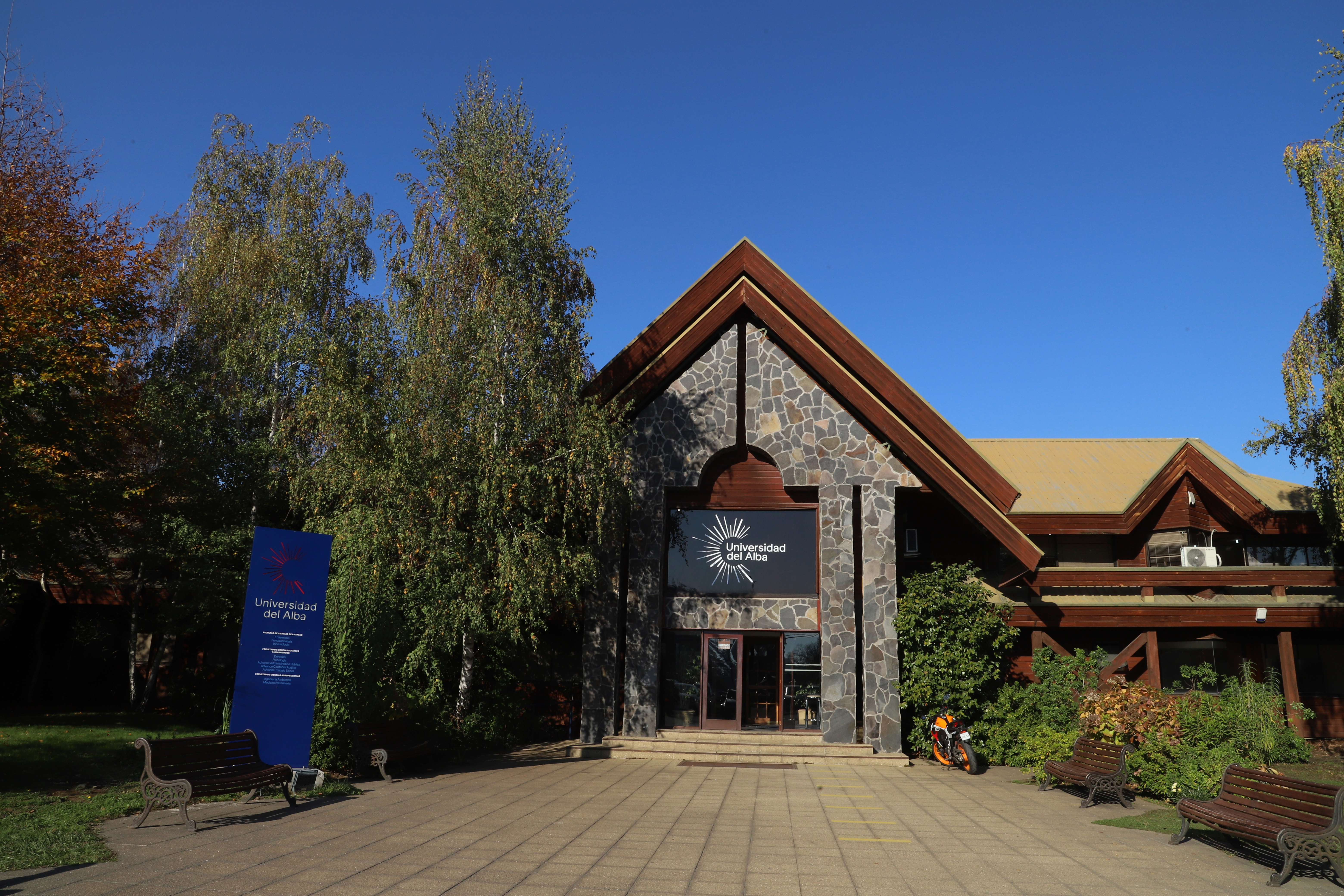
Frontis de la sede Chillán, conocida como La Casona.

La Universidad del Alba tiene sus orígenes en 1987 con la creación de la Universidad Mariano Egaña (UME), que sentaría las bases de su actual proyecto educativo. En 2006, la institución pasó a llamarse Universidad Pedro de Valdivia (UPV) tras un proceso de adquisición. Sin embargo, en 2019, la universidad enfrentó un momento crítico cuando su sede central en la casona Schneider fue saqueada y quemada, en medio del estallido social. En respuesta, se inició un Plan de Recuperación Económica con la ayuda de la Superintendencia de Educación Superior.
En 2021, la institución experimentó una transformación significativa y se convirtió en la Universidad del Alba, como parte de un proceso de reestructuración administrativa, económica y académica. Bajo el liderazgo del rector Rafael Rosell Aiquel y un nuevo equipo directivo, la universidad comenzó a recuperar su estabilidad financiera y académica. Este esfuerzo fue reconocido en enero de 2023, cuando la Superintendencia decretó el cumplimiento satisfactorio del Plan de Recuperación.
La Universidad del Alba ha consolidado su posición en el sistema educativo chileno, obteniendo una acreditación de 3 años en Gestión Institucional y Docencia de Pregrado por la Comisión Nacional de Acreditación. En 2024, el 92% de sus estudiantes pertenece a una carrera acreditada o certificada, lo que refuerza el compromiso de la universidad con la calidad educativa y el crecimiento académico de sus estudiantes.

### Sus valores y la evolución de un nuevo proyecto
En agosto de 2020, la Superintendencia de Educación por Resolución Ex. N°133 aprobó un Plan de Recuperación de la UPV,  con el objetivo de evitar el cierre de la casa de estudios, en contexto del proceso sancionatorio vigente en contra de la universidad para lograr la continuidad del proyecto, debido a problemas financieros y administrativos, sumado a una baja significativa en la matrícula de estudiantes nuevos, la fuga de estudiantes a otras instituciones universitarias, como también la no apertura de carreras por falta de matrículas y principalmente por la no acreditación por parte de la Comisión Nacional de Acreditación. 
Estudiantes y matrícula
Al 30 de abril de 2024, la Universidad del Alba cuenta con 11.509 estudiantes, distribuidos en diversas modalidades. El 67% son mujeres y el 33% hombres. De estos, 8.174 están en carreras diurnas, 1.253 en modalidad vespertina y 968 en el programa Advance.
En 2024, la Universidad del Alba registró una variación positiva del 19,9% en su matrícula, posicionándose en el segundo lugar entre universidades privadas y en el tercer lugar a nivel general dentro del sistema universitario, según datos del Servicio de Información de Educación Superior (SIES) y la Subsecretaría de Educación Superior.
Hoy, el 92% de los estudiantes de la Universidad del Alba está matriculado en una carrera acreditada o certificada, con un total de 10 programas académicos que cuentan con certificación.
Certificación y gestión de calidad
La Universidad del Alba ha obtenido certificación de calidad bajo la norma ISO 9001 en diversas áreas administrativas, incluyendo Secretaría General, Dirección General de Calidad, Dirección General de Matrículas, Dirección de Informática y Tecnología (DTI), Dirección de Finanzas, Dirección de Administración y Logística (Departamento de Adquisiciones) y la Dirección de Gestión de Personas. Su enfoque se basa en la toma de decisiones informadas, mejora continua, orientación a procesos, liderazgo y una fuerte orientación al cliente.
Investigación y desarrollo académico
En 2023, la Universidad del Alba fortaleció su área de investigación con la publicación de 44 artículos científicos y la realización de 28 presentaciones en congresos. Además, se inició el proyecto ERASMUS + CIELO de la Facultad de Ciencias de la Salud y finalizó la primera etapa del proyecto "Coquimbo te cuida", con una proyección a una segunda fase. Actualmente, la universidad cuenta con 298 académicos con Magíster y 47 con Doctorado.
Vinculación con el Medio
En 2023, la Universidad del Alba fortaleció su vinculación con el medio en el área clínica, operando 9 clínicas a nivel nacional. Durante el año, se realizaron 27.336 atenciones, de las cuales 26.456 fueron a pacientes externos y 726 a pacientes internos, con la participación activa de 504 estudiantes en estas actividades.
Proyección internacional
La internacionalización de la Universidad del Alba para 2024 se enfoca en mejorar la calidad de la docencia, investigación y vinculación con el medio, alineada con un contexto global. Las áreas estratégicas incluyen movilidad académica, convenios, redes, internacionalización del currículo, y de la investigación. Para 2024, la universidad cuenta con 24 nuevos convenios activos, 389 estudiantes de UDALBA participando en programas en el exterior y 808 estudiantes extranjeros en la universidad. Sus socios internacionales incluyen el Foro Académico Permanente y la Red Hispanoamericana Francisco de Vitoria.
En 2024, la Universidad del Alba se convirtió en la única institución de educación superior en Chile en contar con la Cátedra Cardenal Cisneros, gracias a una alianza con la Universidad de Alcalá de Henares, en España.
Redes y colaboración internacional
La Universidad del Alba es fundadora de la Red Hispanoamericana de Derechos Humanos Francisco de Vitoria, que promueve la dignidad humana a través de la defensa, investigación y desarrollo de conocimientos en derechos humanos, en línea con los Objetivos de Desarrollo Sostenible de la Agenda 2030. Esta red birregional conecta a instituciones de América Latina y la Unión Europea, como la Universidad de Burgos (España), la Universidad La Gran Colombia, la Universidad Católica de Colombia, la Universidad Nacional Mayor de San Marcos (Perú), la Comisión Estatal de Derechos Humanos del Estado de Jalisco (México), la Personería de Bogotá (Colombia), el Ayuntamiento de Burgos (España), la Red IBERODS y El Colegio de Jalisco (México).
Desde 2022, el Rector de la Universidad del Alba, Rafael Rosell Aiquel, preside el Foro Académico Permanente América Latina y el Caribe - Unión Europea (FAP ALC-UE), reforzando su compromiso con la colaboración internacional en derechos humanos y educación.

## Facultades y carreras
La universidad se organiza en torno a cinco facultades académicas y 36 Carreras.
| Facultad                      | Carreras                                                                                                  |
| ----------------------------- | --- |
| Ciencias de la Salud          | Medicina, Odontología, Enfermería, Fonoaudiología, Kinesiología, Nutrición y Dietética, Tecnología Médica |
| Ciencias Agropecuarias        | Medicina Veterinaria                                                                                      |
| Ciencias Jurídicas y Sociales | Derecho, Psicología                                                                                       |

### Convenios
La universidad cuenta con distintos convenios en todas sus sedes con diversos estamentos tanto públicos como privado, en los que destacan:
- Servicio de Salud Antofagasta
- Servicio de Salud Coquimbo
- Servicio de Salud Servicio de Salud Metropolitano Occidente
- Servicio de Salud Ñuble
- Fundación Coanil
- Celulosa Arauco y Constitución
- Fundación Hogar de Cristo
- Junta Nacional de Jardines Infantiles (JUNJI)
- Asociación Nacional de Empleados y Empleadas del Poder Judicial (ANEJUD)
- Bomberos de Chile
- Fundación Universitaria Iberoamericana (FUNIBER)

Además de municipalidades, colegios, DAEM y otras instituciones para desarrollo de actividades de Pregrado e Internado profesional y vinculación con el medio.
La universidad cuenta con convenios internacionales con la Universidad del Cauca de Colombia y con la Escuela Nacional de Estudios Políticos y Administrativos de Rumania  permitiendo el intercambio de estudiantes, de docentes y funcionarios en diversas áreas del conocimiento. Además, la casa de estudios integra la Red Hispanoamericana de DDHH Francisco de Vitoria.[cita requerida]

## Sedes
- Sede Antofagasta Av. Manuel Antonio Matta 2065 y Campus Ossa Av. Arturo Prat 801, Antofagasta
- Sede La Serena Campus Cuatro Esquinas Av. Cuatro Esquinas 60, La Serena
- Casa Central - Campus Santiago Av. Ejército Libertador desde 171 al 177
- Sede Chillán conocida como "La Casona" Panamericana Norte 3651, Chillán.

## Autoridades

### Rectores
- Ángel Maulén Ríos (2006-2013)
- Aldo Biagini Alarcón (2013-2019)
- Rafael Rosell Aiquel (2019-presente)

### Vicerrectores
- Vicerrectora Académica: Sandra Guzmán Martínez
- Vicerrector de Aseguramiento de la Calidad y Planificación: Miguel Lecaros Sánchez.
- Vicerrector de Administración y Finanzas: Marco Contreras Aravena.
- Director sede Santiago: Feliz Viveros Díaz
- Vicerrector sede Antofagasta: Valentín Volta Valencia
- Vicerrectora sede La Serena: Elio Elorza Parada
- Vicerrector sede Chillán: Ricardo Bocaz Sepúlveda

## Egresados destacados
- Víctor Osorio Reyes, exministro de Bienes Nacionales en el gobierno de Michelle Bachelet.
- Alejandro Santana, diputado por el Distrito 26 desde 2018.
- Juan Manuel Fuenzalida, diputado por el Distrito 5 desde 2018.
- Pedro Álvarez-Salamanca Ramírez, diputado por el Distrito 17 desde 2010.
- Cristóbal Jardúa Campos, Seremi de Obras Públicas Región de Ñuble.
- Alan Ibáñez García, Seremi de Seguridad Pública de Región de Ñuble.[8]
- Sara Concha Smith, diputada por el Distrito 19 desde 2022.

## Doctoreshonoris causa
- 2010: Patricio Aylwin[9]